# Yrbozoon conspicuum
Yrbozoon conspicuum is een mosdiertjessoort uit de familie van de Cleidochasmatidae. De wetenschappelijke naam van de soort is, als Lepralia conspicua, voor het eerst geldig gepubliceerd in 1967 door Powell.